# Енігматит
Енігматит — мінерал, іносилікат титану і заліза.

## Етимологія та історія
Енігматит вперше описано Августом Брайтгауптом (1791–1873) у 1865 році. Він назвав мінерал на честь грецького слова αἴνιγμα («загадка»), що вказує на його спочатку незрозумілий хімічний склад.

## Загальний опис
Хімічна формула: Na2Fe2 + 5Ti4 + O2 [Si6O18]. Сингонія триклінна. Колір темно коричневий до густо чорного. Колір риси темно бура з червонуватим відтінком. Блиск матовий. Твердість 5,5. Злам нерівний Густина 3,73 — 3,85 г / см³. Відомий в асоціації з доритом.